# Eric Nesterenko
Pour les articles homonymes, voir Nesterenko.
Eric Nesterenko, né le 31 octobre 1933 à Flin Flon (Canada) et mort le 4 juin 2022, est un joueur professionnel canadien de hockey sur glace qui évoluait au poste de centre.

## Biographie
Né de parents ukrainiens réfugiés politiques ayant fui la révolution russe, Eric Nesterenko grandit jusqu'à l'âge de onze ans dans la ville minière de Flin Flon où son père est employé comme chimiste. Sa famille déménage ensuite à Toronto où il fait ses débuts dans les équipes de jeunes de la région avant d'être sélectionné pour faire partie de l'organisation junior des Maple Leafs.
À seulement dix-huit, il joue son premier match dans la Ligue nationale de hockey lors de la saison 1951-1952 pour les Maple Leafs avec lesquels il signe un contrat professionnel le 8 janvier 1953. En 1956, il remporte le championnat de la Western Hockey League avec les Warriors de Winnipeg. Il est vendu par Toronto en compagnie de Harry Lumley aux Black Hawks de Chicago pour 40 000 dollars en 1956, il passe ensuite seize saisons à Chicago, équipe avec laquelle il remporte la Coupe Stanley en 1961. Il est sélectionné à deux reprises dans l'équipe d'étoiles de la LNH en 1961 et 1965.
En 1972, il quitte la LNH pour partir en Suisse, où il entraîne le Lausanne HC en Ligue nationale B; à la suite de la blessure de Bob Lindberg, il tient également un rôle de joueur pour le club vaudois.
Il retourne en Amérique du Nord en 1973 pour une dernière saison dans l'Association mondiale de hockey avec les Cougars de Chicago.
Dans le film Youngblood sorti en 1986, il incarne Blane Youngblood, père du personnage principal Dean Youngblood joué par Rob Lowe.
Il meurt le 4 juin 2022 à l'âge de 88 ans,

## Statistiques
| Saison     | Équipe                 | Ligue      |       | Saison régulière | Saison régulière | Saison régulière | Saison régulière | Saison régulière |    | Séries éliminatoires | Séries éliminatoires | Séries éliminatoires | Séries éliminatoires | Séries éliminatoires |
| Saison     | Équipe                 | Ligue      | PJ    | B                | A                | Pts              | Pun              | PJ               | B  | A                    | Pts                  | Pun                  |                      |                      |
| 1951-1952  | Marlboros de Toronto   | OHA        | 52    | 53               | 42               | 95               | 0                |                  |    |                      |                      |                      |                      |                      |
| 1951-1952  | Maple Leafs de Toronto | LNH        | 1     | 0                | 0                | 0                | 0                | --               | -- | --                   | --                   | --                   |                      |                      |
| 1952-1953  | Marlboros de Toronto   | OHA        | 34    | 27               | 21               | 48               | 0                |                  |    |                      |                      |                      |                      |                      |
| 1952-1953  | Maple Leafs de Toronto | LNH        | 35    | 10               | 6                | 16               | 27               | --               | -- | --                   | --                   | --                   |                      |                      |
| 1953-1954  | Maple Leafs de Toronto | LNH        | 68    | 14               | 9                | 23               | 70               | 5                | 0  | 1                    | 1                    | 9                    |                      |                      |
| 1954-1955  | Maple Leafs de Toronto | LNH        | 62    | 15               | 15               | 30               | 99               | 4                | 0  | 1                    | 1                    | 6                    |                      |                      |
| 1955-1956  | Warriors de Winnipeg   | WHL        | 20    | 8                | 6                | 14               | 27               | 14               | 3  | 7                    | 10                   | 22                   |                      |                      |
| 1955-1956  | Maple Leafs de Toronto | LNH        | 40    | 4                | 6                | 10               | 65               | --               | -- | --                   | --                   | --                   |                      |                      |
| 1956-1957  | Black Hawks de Chicago | LNH        | 24    | 8                | 15               | 23               | 32               | --               | -- | --                   | --                   | --                   |                      |                      |
| 1957-1958  | Black Hawks de Chicago | LNH        | 70    | 20               | 18               | 38               | 104              | --               | -- | --                   | --                   | --                   |                      |                      |
| 1958-1959  | Black Hawks de Chicago | LNH        | 70    | 16               | 18               | 34               | 81               | 6                | 2  | 2                    | 4                    | 8                    |                      |                      |
| 1959-1960  | Black Hawks de Chicago | LNH        | 61    | 13               | 23               | 36               | 71               | 4                | 0  | 0                    | 0                    | 2                    |                      |                      |
| 1960-1961  | Black Hawks de Chicago | LNH        | 68    | 19               | 19               | 38               | 125              | 11               | 2  | 3                    | 5                    | 6                    |                      |                      |
| 1961-1962  | Black Hawks de Chicago | LNH        | 68    | 15               | 14               | 29               | 97               | 12               | 0  | 5                    | 5                    | 22                   |                      |                      |
| 1962-1963  | Black Hawks de Chicago | LNH        | 67    | 12               | 15               | 27               | 103              | 6                | 2  | 3                    | 5                    | 8                    |                      |                      |
| 1963-1964  | Black Hawks de Chicago | LNH        | 70    | 7                | 19               | 26               | 93               | 7                | 2  | 1                    | 3                    | 8                    |                      |                      |
| 1964-1965  | Black Hawks de Chicago | LNH        | 56    | 14               | 16               | 30               | 63               | 14               | 2  | 2                    | 4                    | 16                   |                      |                      |
| 1965-1966  | Black Hawks de Chicago | LNH        | 67    | 15               | 25               | 40               | 58               | 6                | 1  | 0                    | 1                    | 4                    |                      |                      |
| 1966-1967  | Black Hawks de Chicago | LNH        | 68    | 14               | 23               | 37               | 38               | 6                | 1  | 2                    | 3                    | 2                    |                      |                      |
| 1967-1968  | Black Hawks de Chicago | LNH        | 71    | 11               | 25               | 36               | 37               | 10               | 0  | 1                    | 1                    | 2                    |                      |                      |
| 1968-1969  | Black Hawks de Chicago | LNH        | 72    | 15               | 17               | 32               | 29               | --               | -- | --                   | --                   | --                   |                      |                      |
| 1969-1970  | Black Hawks de Chicago | LNH        | 67    | 16               | 18               | 34               | 26               | 7                | 1  | 2                    | 3                    | 4                    |                      |                      |
| 1970-1971  | Black Hawks de Chicago | LNH        | 76    | 8                | 15               | 23               | 28               | 18               | 0  | 1                    | 1                    | 19                   |                      |                      |
| 1971-1972  | Black Hawks de Chicago | LNH        | 38    | 4                | 8                | 12               | 27               | 8                | 0  | 0                    | 0                    | 11                   |                      |                      |
| 1973-1974  | Cougars de Chicago     | AMH        | 29    | 2                | 5                | 7                | 8                | --               | -- | --                   | --                   | --                   |                      |                      |
| 1975-1976  | Trail Smoke Eaters     | WIHL       | 40    | 10               | 25               | 35               | 38               |                  |    |                      |                      |                      |                      |                      |
| Totaux LNH | Totaux LNH             | Totaux LNH | 1 219 | 250              | 324              | 574              | 1 273            | 124              | 13 | 24                   | 37                   | 127                  |                      |                      |